# موقعیت مهدی
موقعیت مهدی فیلمی ایرانی محصول سال ۱۴۰۰ به نویسندگی و کارگردانی هادی حجازی‌فر و تهیه‌کنندگی حبیب‌الله والی‌نژاد است. بازیگران این فیلم هادی حجازی‌فر، ژیلا شاهی، وحید حجازی‌فر، معصومه ربانی‌نیا، وحید آقاپور و روح‌الله زمانی هستند. فیلمنامه این فیلم بر اساس بخش‌هایی از زندگی مهدی باکری، توسط هادی حجازی‌فر و ابراهیم امینی (فیلمنامه‌نویس) نوشته شده است.
موقعیت مهدی نخستین‌بار در ۱۸ بهمن ۱۴۰۰ در چهلمین جشنوارهٔ فیلم فجر و در بخش سودای سیمرغ به نمایش درآمد. این فیلم در این مراسم از ۱۴ نامزدی برندهٔ پنج جایزه از جمله سیمرغ بلورین بهترین فیلم شد.

## خلاصه داستان
داستان در ۶ پرده روایت می‌شود؛ داستان دربارهٔ زندگی مهدی باکری و رابطه وی با همسرش، شرکت در جنگ ایران و عراق همراه برادرش حمید باکری، فرماندهی سپاه عاشورا در جنگ و به شهادت رسیدن وی است.

## بازیگران
| بازیگر          | نقش               |
| --------------- | ----------------- |
| هادی حجازی‌فر    | مهدی باکری        |
| ژیلا شاهی       | صفیه مدرس         |
| وحید حجازی‌فر    | حمید باکری        |
| معصومه ربانی‌نیا | فاطمه چهل امیرانی |
| وحید آقاپور     | جمشید نظمی        |
| روح‌الله زمانی   | خسرو ملازاده      |
| وندا جعفری      | زهرا باکری        |
| هادی اقدم       | مصطفی مولوی       |

## بازخورد
پیمان جبلی در یادداشتی به نقل از سید علی خامنه‌ای نظر او را دربارهٔ این فیلم به این شرح منتشر کرد:
فیلم موقعیت مهدی عالی بود. پر از نکته‌های دقیق و روایت درست… شخصیت شهیدان باکری خصوصاً محور فیلم که آقا مهدی است را به درستی و با ظرافت، تصویر و روایت کرده است. زاویه روایت فیلم هم ابتکاری بود خاصه با محوریت خانه و خانواده. برخی قسمت‌ها، مثل مواجهه آقا مهدی با خانواده بعد از شهادت آقا حمید و برنگشتن پیکر برادر شهیدش و قسمت من مهدی باکری نیستم یا روایت شهادت خود آقا مهدی باکری و غیره پر از نکته است. از این نکات قابل تأمل در فیلم فراوان است، شاید بیست نکتهٔ این‌گونه وجود دارد. این فیلم از اون فیلم‌هایی است که آدم دوست داره تا تمام شد باز هم دوباره آن را ببیند. از تمام عوامل دست‌اندرکار ساخت این اثر بسیار خوب، کارگردان و تهیه‌کنندهٔ فیلم، تشکر و قدردانی باید کرد…
مسعود فراستی موقعیت مهدی را «افتخار سینمای ایران و بهترین فیلم سینمای ایران حداقل در ۱۰–۱۵ سال اخیر» نامید و گفت که این فیلم «از لحاظ فیلم‌های قابل دفاع یک سر و گردن بالاتر از جشنواره‌های دیگر می‌ایستد.»

## مجموعهٔ تلویزیونی
نسخهٔ تلویزیونی موقعیت مهدی در قالب مجموعه‌ای ۷ قسمتی با عنوان ل ۳۱ عاشورا از شبکه یک سیما پخش شد. به گفته هادی حجازی‌فر، کارگردان فیلم، در سریال قصه‌هایی روایت شده که در فیلم نیامده است. تدوین و جلوه‌های ویژه رایانه‌ای در مقایسه با نسخه سینمایی تغییراتی داشته و قطعات موسیقی تازه‌ای نیز ساخته شده است.

## جوایز
| مراسم               | تاریخ        | بخش                        | نامزد                        | جایزه        | نتیجه    | منبع  |
| ------------------- | ------------ | -------------------------- | ---------------------------- | ------------ | -------- | ----- |
| جشنواره فیلم فجر    | ۲۲ بهمن ۱۴۰۰ | بهترین فیلم                | حبیب‌الله والی‌نژاد            | سیمرغ بلورین | برنده    | [ ۶ ] |
| جشنواره فیلم فجر    | ۲۲ بهمن ۱۴۰۰ | بهترین کارگردانی           | هادی حجازی‌فر                 | سیمرغ بلورین | نامزدشده | [ ۶ ] |
| جشنواره فیلم فجر    | ۲۲ بهمن ۱۴۰۰ | بهترین بازیگر نقش اول زن   | ژیلا شاهی                    | سیمرغ بلورین | نامزدشده | [ ۶ ] |
| جشنواره فیلم فجر    | ۲۲ بهمن ۱۴۰۰ | بهترین بازیگر نقش مکمل مرد | روح‌الله زمانی                | سیمرغ بلورین | نامزدشده | [ ۶ ] |
| جشنواره فیلم فجر    | ۲۲ بهمن ۱۴۰۰ | بهترین فیلمنامه            | ابراهیم امینی و هادی حجازی‌فر | سیمرغ بلورین | نامزدشده | [ ۶ ] |
| جشنواره فیلم فجر    | ۲۲ بهمن ۱۴۰۰ | بهترین فیلم‌برداری          | وحید ابراهیمی                | سیمرغ بلورین | نامزدشده | [ ۶ ] |
| جشنواره فیلم فجر    | ۲۲ بهمن ۱۴۰۰ | بهترین تدوین               | حسین جمشیدی گوهری            | سیمرغ بلورین | نامزدشده | [ ۶ ] |
| جشنواره فیلم فجر    | ۲۲ بهمن ۱۴۰۰ | بهترین موسیقی متن          | مسعود سخاوت‌دوست              | سیمرغ بلورین | برنده    | [ ۶ ] |
| جشنواره فیلم فجر    | ۲۲ بهمن ۱۴۰۰ | بهترین صدابرداری           | مسیح حدپور سراج              | سیمرغ بلورین | برنده    | [ ۶ ] |
| جشنواره فیلم فجر    | ۲۲ بهمن ۱۴۰۰ | بهترین چهره‌پردازی          | شهرام خلج                    | سیمرغ بلورین | نامزدشده | [ ۶ ] |
| جشنواره فیلم فجر    | ۲۲ بهمن ۱۴۰۰ | بهترین طراحی لباس          | بهزاد آقابیگی                | سیمرغ بلورین | نامزدشده | [ ۶ ] |
| جشنواره فیلم فجر    | ۲۲ بهمن ۱۴۰۰ | بهترین طراحی صحنه          | امیر زاغری                   | سیمرغ بلورین | نامزدشده | [ ۶ ] |
| جشنواره فیلم فجر    | ۲۲ بهمن ۱۴۰۰ | بهترین جلوه‌های ویژه میدانی | ایمان کرمیان                 | سیمرغ بلورین | برنده    | [ ۶ ] |
| جشنواره فیلم فجر    | ۲۲ بهمن ۱۴۰۰ | بهترین فیلم اول            | هادی حجازی‌فر                 | سیمرغ بلورین | برنده    | [ ۶ ] |
| جایزه سینمایی ققنوس | ۲۹ بهمن ۱۴۰۰ | فیلم برگزیده               | هادی حجازی‌فر                 | تندیس ققنوس  | برنده    | [ ۷ ] |

- برنده جایزه بهترین کارگردانی از هفدهمین جشنواره بین‌المللی فیلم مقاومت[۸]
- برنده جایزه بهترین کارگردانی از هشتمین جشنواره بین‌المللی فیلم شهر[۹]